# Fernando Aranda Grúas
Fernando Aranda Grúas (Tamarite de Litera, 2 de agosto de 1910 - Barcelona, 16 de diciembre de 2002) fue piloto de motos y el primer español ganador de una prueba mundial en motociclismo. Obtuvo gran popularidad entre los años 30 y 50.
Comenzó a correr en 1927, sustituyendo al piloto Miguel Simón en el velódromo de Sants en la carrera de 125 cc, prueba que ganó. Ese mismo año disputó otros campeonatos, todos con motos prestadas, y alcanzó el tercer puesto en el Gran Premio de Europa disputado en La Ametlla.
Entre 1928 y 1930 destacó pilotando las FN de 350 y de 500 cc, así como la Ariel de 500 cc, con la que ganó la carrera de montaña de Vallvidrera. En 1930 ganó también la carrera de la Carretera de la Arrabassada con una Rudge de 500 cc, lo que le empujó a comprarse una Rudge 350, con la que corrió entre 1931 y 1933 consiguiendo victorias en España, Portugal, Francia e Italia. 
En 1934 fue campeón de España de  350 cc y 500 cc en el II Premio Barcelona utilizando una Velocette. Norton le contrató como piloto oficial para el resto de la temporada, pero Aranda tuvo la mala suerte de sufrir el peor accidente de su carrera en el Gran Premio de Alemania, justo antes de empezar a correr con Norton: una caída a más de 120 km/h le causó diversas fracturas y pasó meses ingresado en Alemania y Barcelona. 
Tras la guerra civil española reapareció en 1948, corriendo con Guzzi Gambalunga tanto en 250 cc como en 500. En 1950 fue campeón de España de 250 cc y se le entregó la medalla de plata al Mérito Motorista. Con Guzzi siguió cosechando éxitos hasta 1952, año en que decidió retirarse veintiséis años después de su debut.
Sin embargo, Gilera le ofreció una moto de cuatro cilindros exclusiva para el GP de España de 1953 (Montjuic), y Aranda interrumpió su retiro para correr, acabando en buena posición a pesar de sufrir una caída.
Fue un piloto muy veloz y de gran popularidad en su época. En su larga vida profesional, además de correr en todas las carreras que podía dentro y fuera de España fue piloto oficial en la creación del motor Ducati y ayudó a la consolidación de algunas marcas de motos con los distintos locales de venta y reparación que abrió en Barcelona, siendo la última tienda y taller que tuvo de la marca Honda, aún existente como concesionario oficial de Honda. En su Tamarite natal se le brindó un homenaje al que asistió su amigo y seguidor Sito Pons. En Tamarite hay una plaza con su nombre dedicada a su memoria. 